# Odorrana hejiangensis
Espèce
Synonymes
- Rana hejiangensis Deng & Yu, 1992

Statut de conservation UICN

 VU  : Vulnérable
Odorrana hejiangensis est une espèce d'amphibiens de la famille des Ranidae.

## Répartition
Cette espèce est endémique du xian de Hejiang dans la province du Sichuan en République populaire de Chine.

## Étymologie
Son nom d'espèce, composé de hejiang et du suffixe latin -ensis, « qui vit dans, qui habite », lui a été donné en référence au lieu de sa découverte, Shunyangxi dans le xian de Hejiang.

## Publication originale
- Deng & Yu, 1992 : A new species of the genus Rana from China. Journal of Sichuan Teachers College (Natural Science), vol. 13, p. 323–327.